# 田峯茶
田峯茶（だみねちゃ）は、愛知県北設楽郡設楽町田峯地区で生産されている茶。段嶺製茶加工場では主に緑茶やほうじ茶が製造されている。田峯地区は標高約350mの山間部にある。豊川（寒狭川）から立ちのぼる霧が直射日光を遮って、茶の生育に良い影響を与える。

## 歴史

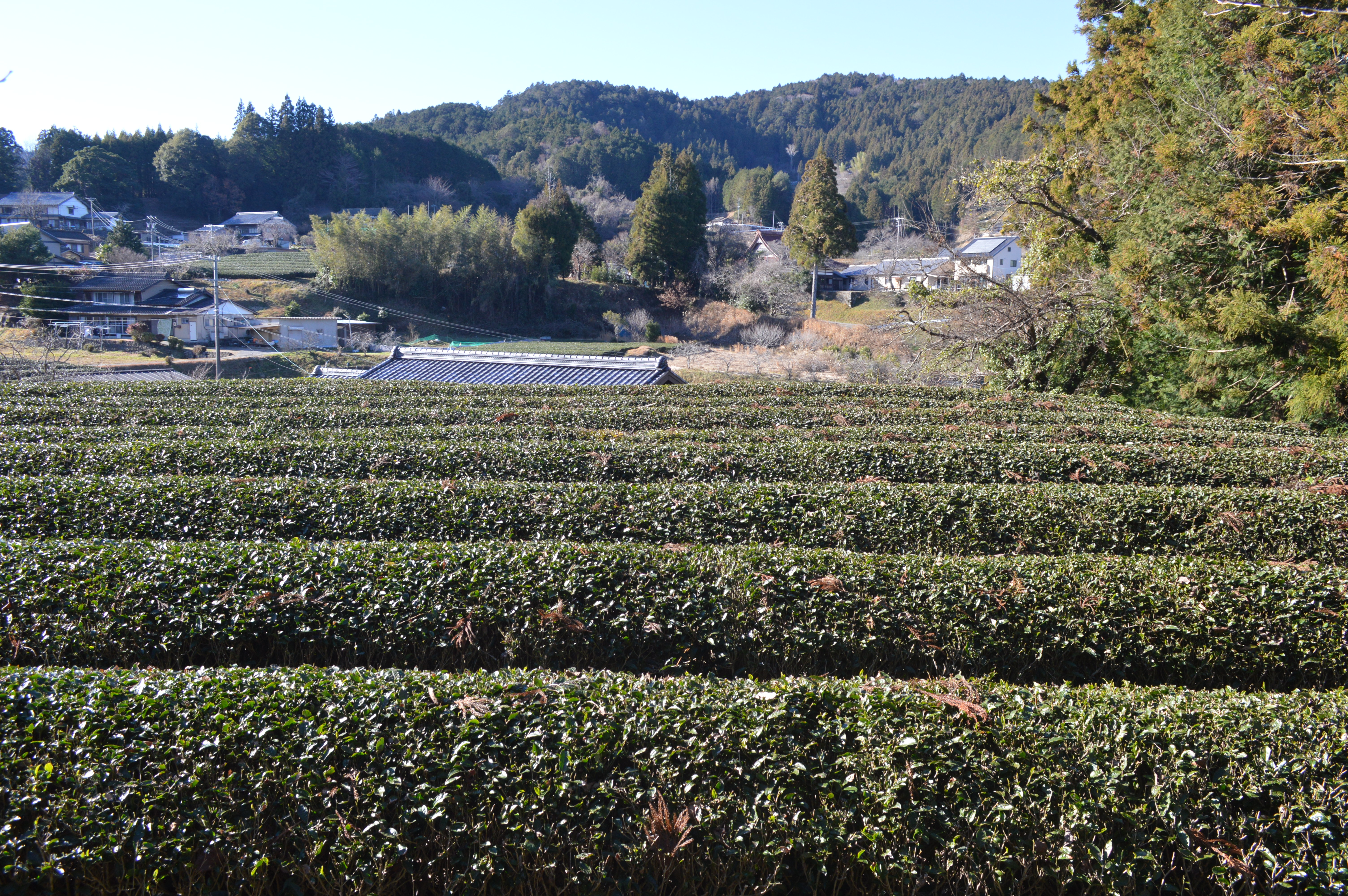
田峰城付近の茶畑

設楽町田峯地区は古くから緑茶の産地として知られる。1997年（平成9年）7月には第31回愛知県茶品評会で、田峯茶業組合が農林水産大臣賞を受賞した。

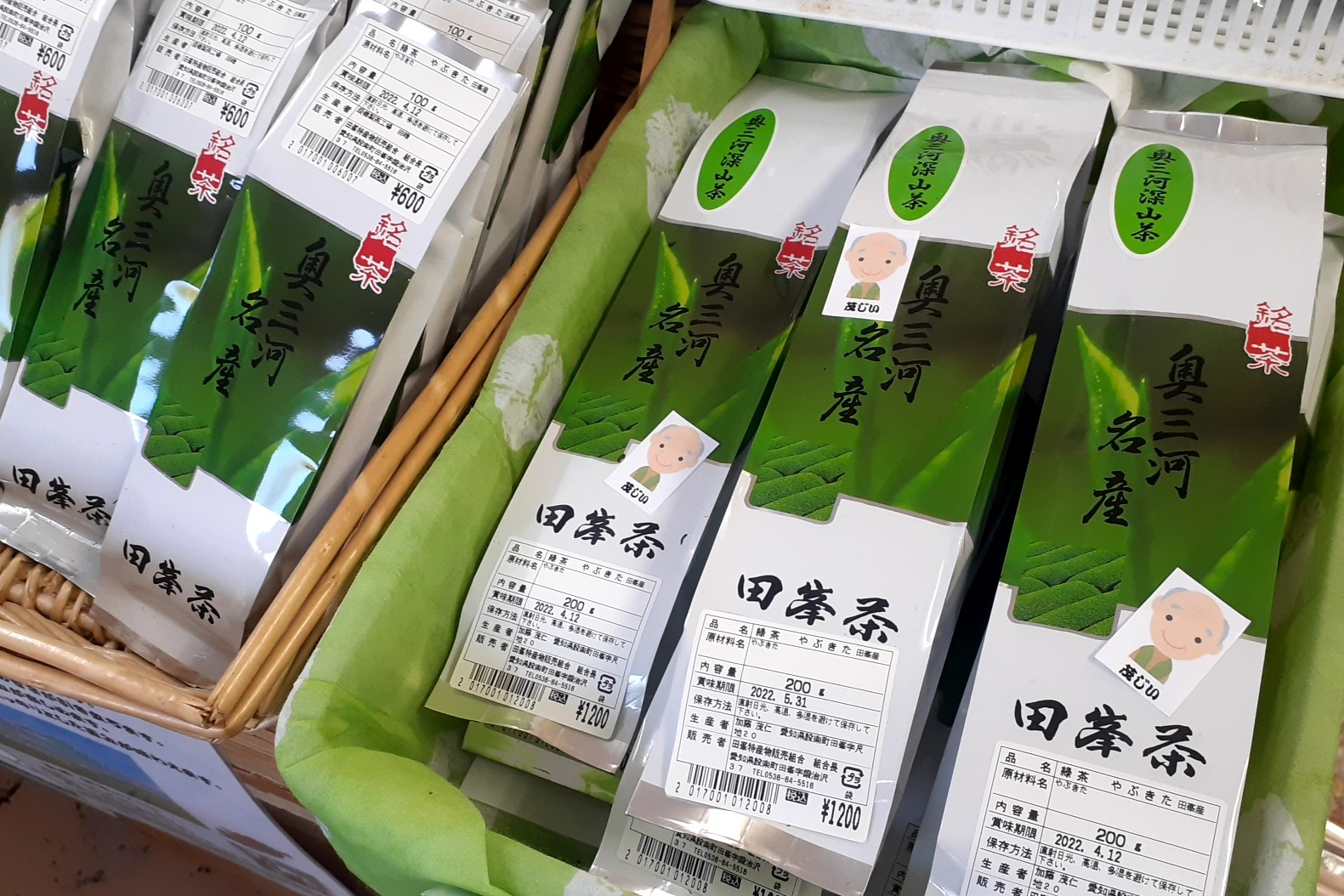
田峯茶（煎茶）

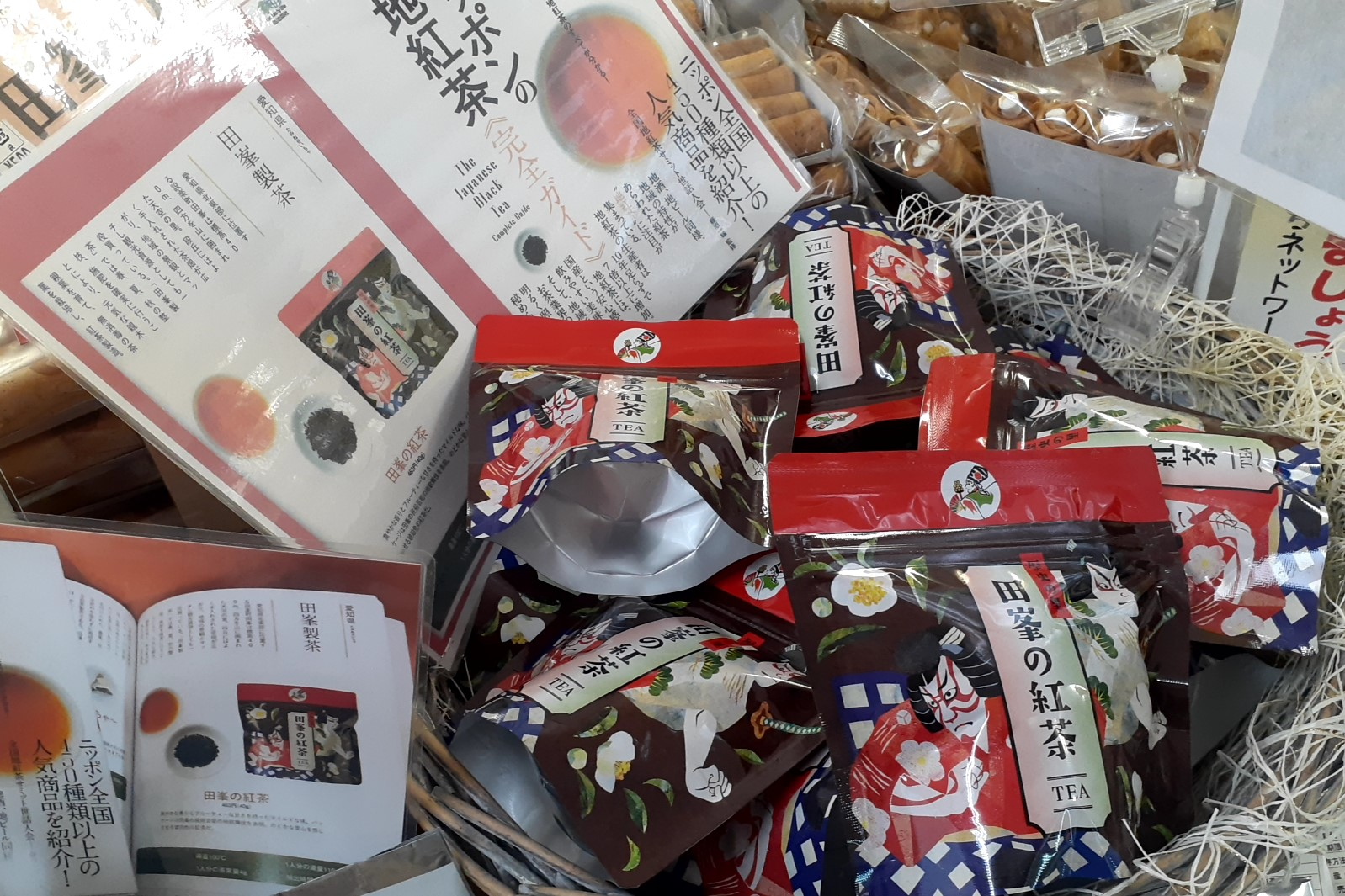
田峯の紅茶

2015年（平成27年）時点で田峯茶業組合は生産者33人からなっていた。田峯地区の茶畑は2016年（平成28年）時点で3.2ヘクタール。生産者の高齢化が進行したことで、茶畑は2015年（平成27年）までの10年間で約1ヘクタール減少した。
昭和50年代には年間25トン前後の生産量があったが、2017年（平成29年）には9トンとなった。栽培農家の高齢化によって廃業する組合員が増えたが、田峯茶業組合が茶畑を借り受けて栽培を継続させるなどしている。2016年（平成28年）には品質と生産性の向上を目指して、製茶工場にパッケージ総合仕上げ機を導入した。
2014年（平成26年）から田峯茶業組合は紅茶の開発に着手し、2016年（平成28年）9月には名古屋市で開催された国産紅茶フェスタに出品、2018年（平成30年）には紅茶の製造を本格化させた。紅茶はかつて放棄されていた二番茶を原料とし、田峯特産物直売所、道の駅アグリステーションなぐら、豊根村の道の駅豊根グリーンポート宮嶋などで販売している。